# ホサナ (小説)
『ホサナ』は、町田康の長編純文学小説である。

## あらすじ
もとは、ヨメビコドッグパークで開かれた、舵木禱子主催のペット犬を持つ人達のためのバーベキューパーティーが、誰も楽しめない失敗の会食に終り、雲の隙間から降り注ぐ「栄光」の光柱に、参加者たちが焼き尽くされたことから始まった。舵木禱子が巨大化し光柱と押し合ったが、やはり焼き尽くされて散々なパーティーに終った。
このあと、「日本くるぶし」なる妄想じみた神に主人公は操られて、正しいバーベキューを他の人々に教えるよう、バーベキューを企画し、舵木禱子と娘の草子、その婚約相手の日本平三平と、彼らの犬を家に招くが、日本平三平は、主人公を怒らせたばかりにその飼い犬に喉を噛みつかれて、死んでしまう。しかし、そのときまでに輝いて見違えったように綺麗になっていた草子に魅了されたこともあり、行き場のなくなった捨て犬の保護施設を作る資金を、提供することになってしまう。
そんなある日、海岸で愛犬と共に寛いでいた主人公は、見ノ矢桃子が犬を調教するというテレビの撮影隊に出逢い、そこに草子が歩いてきて天才的な調教力を見せ付けて、桃子の面目を潰してしまう事件が起った。それで、草子はテレビ的に有名になり、犬保護会社は繁盛する。しかし、初めは、事務所で資金提供者として顔が利いたが、そのうちヨーコという女に実権を握り撮られ、主人公は会社の隅にやられ、見ノ矢桃子とともに「犬芝居」の公演のために、訓練をすることになる。そのリハーサルをしたとき、草子は主人公に気を許し、婚約をする。このときまでに、主人公は、愛犬を通じて犬と会話が出来るようになっていた。
しかし、公演の日、駐車場に止めさせて貰えなかった主人公は、付近の地下駐車場に降りていく。しかし、降りても降りても駐車場に着かず、途中ほらあなから地下に住む住人の街が見えたりし、ようやく地下駐車場に着くと、エレベーターの前に大輪菊男というガードマンが居て、通さない。そこで階段から上がっていくと、途中に人間から作ったと思われるひょっとこの死骸が山と積み重なって、愛犬と共にこれを掻き分けて登っていく。
登って地上に出ると、光柱によって歪んだ地軸で、おかしくなった世界が拡がっていた。人間は殆んどおらず、近くの森林公園には舵木禱子の成れの果ての毒虫が繁殖していた。そして、その毒虫に刺されて、主人公は気を失った。
気付くと日本家屋に寝かせられていて、大輪という男に地軸の捻れを案内して貰った。日本家屋の庭から沢を渡り山に登ると岬の切り立つ海岸に出て、そこから渚に降りると、萱子というとても美しい女性が飲み屋をやっていて、その洞窟の飲み屋の奥にある扉から階段を上ると、主人公が倒れた辺りの街に出、エレベーターで四階に行き、スナック風の一室のドアを開けると、大輪の日本家屋にでるという捻れだった。
地下の都市は、ところどころに現れる光柱から逃れるための金持ちのシェルター街で、大輪はその地下の邪都をつぶそうとして、そこに出入りするヨーコと取引をして、バーベキューを企画する。しかし、大輪の庭の渚には、あまり肉がないため、肉を調達せねばならない。また、毒虫に効く殺虫剤を作るのに、犬の臓器が必要らしく、その二つの目的で犬が必要だった。犬と話せる主人公は、大輪に頼まれて森の中にあるという犬の村を目指して、防虫剤を身に塗り込んで、萱子とともに出立する。
しかし、誤って萱子を殺してしまい、帰るに帰られず、犬の村まで行くと、そこには懐かしい愛犬が居た。愛犬がリーダーとなって、犬の群れを仕切っていた。愛犬は、日本家屋の大輪を、主人公の見守りとして分身のように残していったが、やがて大輪いきは愛犬の意思に反して、勝手に動き出していた。愛犬は、その大輪と取引をして、犬の住む芝生の生えたゴルフ場奥の海から、大輪の渚までが間近に続いているという情報を得て、犬の肉を提供するために、海に流れ着いていたゴムボートで、犬の群れを運ぼうとする。
すると、そこにかつてのフィアンセであった草子が来て、私とここで暮らすかその犬を殺すか、の選択を迫る。その時気付いたが、草子と萱子はそっくりだった。悩んでいると、愛犬と私が入れ替わってしまって、拳銃を持っていた私の姿をした愛犬が、草子を殺してしまう。すると、草子の以前の婚約者だった、日本平三平の成れのはての犬が、主従の入れ替わった人間の愛犬をかみ殺してしまう。
独り残された犬の主人公は、ホートに他の犬と共に乗り、五分で着くという大輪の渚向けてて船出する。しかし、行けども行けども対岸は見えず、飲み水も尽きた頃、大きな光柱が見えてくる。私は、言葉が分からなくなっていく中、ただただ「私たちを救ってください」と心の中で祈り続ける。

## 登場人物
- 私 - 主人公。「日本くるぶし」に呪われて、正しいバーベキューの仕方を、広めようとする。
- 草子 - 舵木禱子の娘。私と婚約するが、光柱による地殻変動で、会えなくなる。
- 舵木禱子 - 私の趣味友達。犬を飼う共通の趣味があった。
- 日本平三平 - もと草子のフィアンセ。
- ヨーコ - 草子の興した会社の従業員。狡猾で地殻変動したあとも、地下都市と取引してうまく生き抜く。
- 大輪菊雄 - 地下の駐車場にいたガードマン。
- 大輪 - 私の愛犬が残した守り役の人。大輪菊雄と同一かは読者しだい。
- 見ノ矢桃子 - 犬の調教師。草子の調教に負けて、草子の会社に入社する。
- 萱子 - 大輪の庭の渚で居酒屋をする美女。草子と同一であるかは、読者しだい。
- 日本くるぶし - 私に呪いをかけた神のようなもの。